# Bud Duncan
Bud Duncan (31 de octubre de 1883-25 de noviembre de 1960) fue un actor cinematográfico de nacionalidad estadounidense, activo en la época del cine mudo. 
Su nombre completo era Albert Edward Duncan y, a lo largo de su carrera, actuó en 167 filmes estrenados entre 1912 y 1942.
Nacido en el barrio de Brooklyn, en Nueva York, falleció en Los Ángeles, California. Fue enterrado en el Cementerio Woodlawn, en Santa Mónica (California).

## Selección de su filmografía
- Red Hicks Defies the World (1913)
- Maggie Pepper (1919)
- Toots and Casper (1927-1929), serie coprotagonizada con Thelma Hill
- Private Snuffy Smith (1942)
- Hillbilly Blitzkrieg (1942)